# スペース1999
『スペース1999』（スペースいちきゅうきゅうきゅう、英: SPACE:1999）は、1973年から1976年（撮影は、第1シーズンが1973年12月～1975年2月、第2シーズンが1976年1月～同年12月）にイギリスのジェリー・アンダーソンが製作した、SF特撮テレビドラマドラマシリーズである。2シーズン計48話が製作され、ITC（インコーポレーティッド・テレビジョン・カンパニー）により配給された。なお、日本のTBS系で第1シーズンが放映された際には、実際の画面上の邦題は『スペース・1999』で、小説版の邦題もそれに倣っている。またテレビ朝日での第2シーズン放映時には『宇宙大冒険 スペース1999』と副題が付けられた。

## 概要

### 作品史
当初は同じITCの人気ドラマ『謎の円盤UFO』の第2シーズンとして企画されたが、その後、全く新規の作品として完成したSFテレビドラマである。
『謎の円盤UFO』まで参加していた視覚効果監督のデレク・メディングスは、本作品を含む以後のアンダーソン作品には参加していない。そのせいもあってか、従来のアンダーソン作品のミニチュア特撮と比較して雰囲気（爆発、操演）が若干異なり、加えて多くの電子音や飛行音、爆発音などの音響効果も違っていた。
しかし、メイン・ミッションの背後に流れていたコンピュータ類の音響は『キャプテン・スカーレット』の1エピソードで確認することができる。また、第1シーズンのみだがバリー・グレイの手による音楽にも、アンダーソン作品でお馴染みのフレーズが登場している。本作では過去作品のBGMが頻出する傾向があったが、一方でグレイ作曲ではない既成曲（ホルストの『惑星』など）の使用も目立った。
なお、本作品では特撮はブライアン・ジョンソンが担当した。ブライアン・ジョンソンは『サンダーバード』のころからブライアン・ジョンコックの名で特撮班第2班の指揮を担当していた。ブライアン・ジョンソンはこの後『スター・ウォーズ』に参加している。

### 放映
第1シーズン全24話は、650万ドルつまり各話約275,000ドルの費用をかけて作られ、米国155局と海外100局で販売された。
「スペース1999の資金を提供したのは、ITCの親会社の会長で大富豪のルー・グレード卿だ。しかし、この番組の成功の原動力は、ITCのニューヨーク支社長エイブ・マンデルであり、彼は3大ネットワークから契約を拒否された後、自らこのSFドラマを155局に売り込んだ」
「スペース1999は米国市場155局と海外100局で販売された。その成功により、前例のない720万ドルの予算を受けた24話からなるシーズン2が発表された」

#### 第1シーズン視聴率
第1シーズンの視聴率は成功を収めた。
「秋のテレビ番組は記録的な不作となったようで、3大ネットワークにも芳しい作品はほとんどなかった。驚異的なヒットとなったスペース1999を除いては。この英国製SFドラマは、米国の155のテレビ局で"宇宙的"な視聴率を獲得しているが、3大ネットワークの番組ではない。実際、3大ネットワークは英国ITC社から交渉のあったスペース1999の契約を断ってしまった。CBS、NBC、ABCにとって事態をさらに恥ずかしいものにしているのは、彼らのローカル系列局がこの番組を放映し、自分たちよりもスコアを稼いでいることだ」
「ニューヨーク独立局の夕方の視聴占拠率の平均は6～7%だが、スペース1999は日曜日午後6時30分から7時30分の放映で20%を獲得した。これは、スタートレックが平日午後6時から7時の放映で13%、土曜日の放映で21%という数字と比較しても、悪くない内容だ」
「ニューヨークWPIX-TVチャンネル11のスペース1999がビッグヒット！午後6時30分から7時30分の平均値で視聴率は17%、視聴占拠率は36%。裏番組のNFLフットボールの視聴率11%、視聴占拠率24%を大きく超えた」

### 第1シーズンと第2シーズン
両シーズンでは作品のカラーが大きく異なる。第1シーズンはミニチュア特撮のリアル感とストーリーの壮大さで骨太な作風だったが、視聴率の悪さから、やや地味だった作品のムードが反省され、第2シーズンでは、より派手さと娯楽色をつよめた作風となった。予算などのスケールダウンでセットや衣装などの設定変更も生じている。内容的には新レギュラーの異星人のマヤの設定を生かした、第1シーズンにはない着想の話が多く製作され健闘したが、第2シーズンの途中でITCが制作中止命令を出してしまった。海外ドラマでは珍しいことでは無いが、アンダーソン作品では複数シーズン制が大変少なく、当作と前作の『プロテクター電光石火』以外では、『サンダーバード』が一応2シーズンになっているだけである。
制作に忙しく夫婦としての生活にすれ違いを生じてしまったジェリー・アンダーソンが、第1シーズン終了後の打ち上げパーティーで、シルヴィアとの離婚を公表した。このため第2シーズンは応援として『スタートレック（宇宙大作戦）』のプロデューサー、フレッド・フライバーガー（Fred Freiberger）が参加した。また、予算が若干少なくなったためにバーグマン教授役のバリー・モースと出演料の折り合いがつかず、第2シーズンにはバーグマン教授は登場しない。
音楽も第2シーズンはバリー・グレイからデレク・ワズワースに交代した。ただし、第1シーズンの音楽も、バリー・グレイが本作品用に書いた曲は全体の3分の1程度であり、のこりはヴィク・エルムス（ジェリー・アンダーソン夫妻の義理の息子のポップ・ミュージシャン）によって作曲された曲であった。第2シーズンでのデレク・ワズワースの起用は、ジェリー・アンダーソンが、本作品の第1シーズンと第2シーズンの間に製作したテレフィーチャー『The Day After Tomorrow - Into Infinity （ザ・デイ・アフター・トゥモロウ）』（日本未放映）でのデレク・ワズワースの書いた曲を気に入ったからとのことである。
後に、マーティン・ランドーは2つのシーズンを比較して語っている。
「ファーストシーズンの方が好きだった。より真実味があった」
「米国の商業的発想に基づいて変えられてしまった」
「ファーストシーズンでスタートしたエピソードは、私がやりたいと思っていた路線に沿ったものが多かったように感じる」
「スペース：1999には独自のスタイル、独自の感触、独自の外観があり、手を着けなければそれは成長していたと思う。それには時間が必要だったが、その時間は与えられなかった。彼らはプロセスを急がせた。もしフォーマットが変更されていなかったら、ヒットしていたと思う」

### ハードウエアに関する逸話
出典：
アンダーソンが手掛けたスペース1999のハードウエアについて、彼の”一番のお気に入り”の逸話がある。
「スペース1999の放送が米国で開始されて間もないころ、私はニューヨークのホテルにある混み合ったレストランで偶々相席になった男性と少しおしゃべりをした」
「"私は映画プロデューサーで、あなたは多分見ていないかもしれないが、スペース1999という番組を3週間前から放映してるんだ"と話したところ、彼は"ああ、それなら見たよ"と微笑み、"素晴らしいハードウエアだ"と言ったんだ」
「うれしくなった私は、ケープ・ケネディに実際に行ったこと、アポロの組立棟や発射台についても説明し、初の月旅行をフィルムにしたかったが関係者の関心を得られなかったこと、そしてこの月旅行が今まで人類が経験したこともない、驚嘆すべき壮大な事業であることについて話したんだ」
「すると、彼はその話を全て丁寧に聞いた後に"実は私自身、ケープ・ケネディで働いていたんだよ"と話してくれた。そこで、アポロの発射を実際に見たのかと聞いてみると"見てはいないが、そこに居ました。ただ、実際には見ていない"と彼は答えた」
「その時私は、多分彼は地下の掩体壕にでも居たのだろうと思っていた。しかし、帰り際に名刺を交換し、彼が席を立った後に名前を見てみると、そこには"キャプテン・ジェームズ・ラヴェル"と書かれていた…。私がレストランの向こう側へ去る彼に向けて大声で"アポロ13号！"と叫ぶと、彼は振り返って"そうだよ！"と答えたんだ！」
「とても恥ずかしい思い出でもあるが、それ以来、彼とは友人になった」
本当の宇宙旅行者ジェームズ・ラヴェル（アポロ13号の船長）からの手紙が、アンダーソンのオフィスに飾られている。

## あらすじ

### 第1シーズン
1999年9月13日（月曜日）、月に廃棄された不要核物質が何年も経過するうちに電磁エネルギーを蓄積しており、隊員の脳障害やシステムの破壊を引き起こしていた。ある日、ついに、第1廃棄地区、続いて第2廃棄地区が爆発し、これが巨大なロケットの役割を果たして、月は脱出速度を得て地球の衛星軌道を外れ、のみならず太陽系を飛び出して自由浮遊惑星となり、深宇宙へと暴走し始める。
月基地「ムーンベース・アルファ」は外宇宙の様々な脅威にさらされるが、コーニッグ指揮官のリーダーシップとアルファ隊員の努力によりそれらを克服し、安住の地を求めて無限の宇宙をさ迷う。ただ、危機を乗り越えるたびに人命が失われていった。
「ムーンベース・アルファ」の生命維持のためのエネルギーや食料は有限で、いつまでもアルファにとどまることは全滅を意味した。また、月の表面で爆薬などを駆使することで、たった一度だけであれば、任意の軌道修正を行うことができそうだった。アルファは弾道軌道を突き進み、さまざまな他の太陽系を通過する。そのたびにコーニッグ指揮官は、軌道修正してその太陽系の周回軌道に入るか、それとも今回は見送り弾道軌道をそのまま進むか、の選択を迫られる。
月と地球の時間の流れの違いにより、地球に帰還できたとしても既に事件当時の家族・友人などは亡くなり、未来の見知らぬ人々しかいないという現実があった（いわゆるウラシマ効果）。それでも何らかの手段で地球に帰還するか、宇宙のどこかで居住可能な惑星を発見して移住するか、このままアルファ基地で生きるか、彼らの選択肢はそれしかなかった。

### 第2シーズン
革新的な技術開発により、ムーンベース・アルファは、食料やエネルギーの有限の資源の呪縛からは解き放たれ、望むならば、そのままアルファで生存し続けることが可能になった。さらに、アルファに、サイコン星人の王女、マヤも加わる。実質的に「宇宙船アルファ」となったムーンベース・アルファの冒険は続く。

## 主な登場人物 & キャスト

### ジョン・コーニッグ指揮官
演：マーティン・ランドー／声：瑳川哲朗
ムーンベース・アルファの指揮官に就任した途端、月ごと外宇宙を放浪することになった。フルネームはジョン・ロバート・コーニッグ。
- 1957年3月17日、ニューヨークのブルックリンで生まれる。
- 10代で孤児となり、兄弟はいない。
- MIT（マサチューセッツ工科大学）で天体物理学と工学を学ぶ。大学でビクター・バーグマン教授に出会い、親密な友情を築く。
- 金星宇宙ステーションへの補給任務に就いていた際に起きた謎のウイルス感染をめぐる一連の出来事は、コーニッグの心に長く罪悪感を残す。
- その後ジャン（ヘレナ・ラッセルに似た女性）と結婚する。
- 世界戦争の最中1987年6月30日、出所不明の核爆弾によりスイスが破壊される。スイスで休暇中だったジャンはこれに巻き込まれ、死亡。
- 妻を失ったことに打ちひしがれたコーニッグは、仕事に打ち込み、新しい世界宇宙委員会の主任宇宙飛行士となる。そこで彼は宇宙飛行士仲間のトニー・チェリーニと出会い、二人はムーンベース・アルファの偵察セクションに配属されることになる。
- 1996年にウルトラ・プローブ・ミッション計画に参加する。惑星ウルトラへの長距離探査機の機長をコイン（データチップ）・トスでチェリーニに譲り、コーニッグはアルファに残る。
- ところが探査機は消息を絶ち、数ヶ月後に、地球に向かって漂流している探査機のコマンドモジュールが発見される。コマンドモジュール内にはチェリーニただ一人が残っており、「探査機に侵入した"モンスター"によって、他の3人の乗組員が生きたまま食い尽くされた」というチェリーニからの報告は、精神疾患を伴う虚偽であると判断される。チェリーニを支持したコーニッグとバーグマンは、ディクソン委員から叱責を受け、3名とも一時的に職務を停止されることとなる。これを受け、コーニッグは地球上のデスクワークに再配置される。
- その後、月面コミッショナーのジェラルド・シモンズからムーンベース・アルファの指揮を任されて、1999年9月9日再びムーンベース・アルファに着任する（着任の際、ポール・モローがコーニッグを「Welcome back」と歓迎している）。

第1シーズンでは、コーニッグはしばしば、ビクター・バーグマンやヘレナ・ラッセルなど、彼に近しい人々に対しても、やや短気でイライラしやすい性格として描かれている。それは、メイン・ミッション・コントローラーのポール・モローに対する言動にも、たびたび表れている。

### ヘレナ・ラッセル博士
演：バーバラ・ベイン／声：此島愛子
医療担当で未亡人だがコーニッグに思いを寄せる。フルネームはヘレナ・スーザン・ラッセル。
- 1960年8月5日生まれ。
- 研修医一年目の時に、父親を冠動脈疾患で亡くす。
- 大学で、ルイ・パスツールやキュリー夫人が使用していた1887年製のドネルマイヤー顕微鏡のレプリカを授与された。医学部での指導教員はショー博士。
- 夫のリーはアストロ7号のミッションで行方不明になる。
- 1998年9月にムーンベース・アルファに配属される。
- 1999年1月3日、ムーンベース・アルファの最高医務責任者（CMO）に就任。生命維持システムの責任者となる。

ヘレナは自分の失敗に厳しく、他人にも厳しい（コーニッグ、マシアス、サリー・マーティン）。
趣味は彫刻。一人でいるときは独り言を言う。
彼女の部屋にある唯一の本は、ブリタニカ百科事典第14版の24巻。また、ビジブルマンとビジブルウーマン（アメリカとイギリスで人気の"人体模型"プラスチックキット）の無塗装、スタンドなしも持っている。
指揮官役のマーティン・ランドーとは、当時、実際の夫婦だった。

### アラン・カーター
演：ニック・テイト／声：金内吉男
偵察や探検を担当する宇宙船「イーグル」パイロットの隊長。
- 1966年12月19日、オーストラリア、ニューサウスウェールズ州で生まれる。
- 1999年1月にムーンベース・アルファに配属される。同年6月14日に偵察セクション・チーフに着任(Fourth Tour of Duty)。

熟練したパイロットであり、また、コーニッグ指揮官がイーグルを操縦する際には副操縦士を務めることも多い。
多くの戦闘に参加する。
時として苦言を呈することもあるが、普段は明るくて愛想がいいキャラクターとして描かれている。

### サンドラ・ベネス
演：ジーニア・マートン／声：種谷アツ子→第2シーズンは声：高島雅羅
女性主任データオペレーター。
- 1973年5月3日、ボルネオ島のブルネイで生まれる。父親はハンガリー系のイギリス人。母親はビルマ人。
- 家族がいくつもの国々を転々とするなかで幼少期を送り、多くの異なる言語と出会う。また、同じく子供のころ、父であるローレンス・ベネス教授の研究室の仕事に携わり、コミュニケーションと電子工学への興味を抱くことになる。
- 1999年3月4日に、データセクションのコーディネーターとして配属される（First Tour of Duty）。

第4話「黒い太陽ブラック・ホール」（S1E3）の冒頭では、パイロットのマイク・ライアンと親密な関係であったが、死別する。その後、ポール・モローとの関係が進展する。Season2では、パイロットのピーター・ロックウェルが婚約者で、アルファでの任務が終わった時に結婚することになっていた。
放送から約25年後の1999年9月13日に、カリフォルニア州カルバーシティで開催されたブレイクアウェイ・コンベンション（SpaceCon XIII - Breakaway: The Convention）にて、ジョニー・バーン脚本、ティミー・マレット監督、ジーニア・マートン主演の7分間のファン・プロダクション短編映画「スペース1999 ムーンベース・アルファからのメッセージ（Message from Moonbase Alpha）が公開された。これはファンの間では「第49話」と呼ばれている。日本でもスーパー！ドラマクラシックで配信された。

### ドクター・マシアス
演：アントン・フィリップス／声：小出和明
医師、ラッセル博士の助手。フルネームはロバート・ブライアン・マシアス。
- 1963年8月5日にニューヨークで生まれる。
- 1997年時点で医療を担当。1999年7月5日にアシスタント・メディカル・オフィサーに着任 （Third Tour of Duty）。

コーニッグの旧友。
趣味はチェスで、デビッド・カノとも対局している。

### コンピュータの声
声：北玲子→坂井志満

### 第1シーズンのみ

#### バーグマン教授
演：バリー・モース／声：千葉耕市
非常に優秀な科学者であり、ムーンベース・アルファ建設の最大の貢献者。フルネームはビクター・バーグマン。
- 1940年6月27日、イギリスのロンドンで生まれる。
- 天文学者であり、物理学者。ノーベル賞受賞者。
- 1980年代初頭にILFC（International Lunar Finance Committee）から提案されたムーンベース・アルファ構築への協力要請を受ける。
- 所属は国際宇宙アカデミー。ムーンベース・アルファに客員として滞在中に1999年9月13日の事故発生を迎える。

ムーンベース・アルファの人工重力システムと防護フォース・シールドの責任者であり、数々の探検ミッションで科学顧問を務める。アルファの指揮会議にも出席する。
イーグル宇宙船でも採用されている反重力力場と、スタンガンモデル1および2に動力を供給する「バーグマンセル」の開発者。
持病の心臓疾患が原因で人工心臓への置換手術を受けている。人工心臓への神経伝達の遅延から、感情的ストレスに対しての反応が鈍くなるため、これがパニックに対する物理的な免疫となっている。
ビクター・バーグマンを演じるバリー・モースは、2003年 space1999.orgのオンラインのQ&Aセッションで、「Space: 1999シリーズのファンのほとんどの方と同じく"The Black Sun "がお気に入りのエピソードである」と述べている。死を30分以内に迎えることとなるシーンは、マーティン・ランドーとのアドリブで演じたとのこと。
ブランデー・グラスを上げながら－－（カッコ内は、日本語バージョンのセリフです。）
マーティン「あったかもしれないすべてのものに乾杯」（在ったはずの未来に）
バリー「あったすべてのものに乾杯」（輝かしき過去にだ）
「あのエピソードは、いわば最高潮に達した瞬間だった」と回想している。
2002年開催のVulkon science fiction conventionの際に、ほとんど何の準備もせずにジェームズ・オマートがビデオテープで撮影したバリー・モースの映像（ロバート・E・ウッドとアンソニー・ウィンが台詞を担当）がきっかけとなり、ファン・プロデュースの短編映画「ビクター・バーグマンの帰還」が作成された。脚本はロバート・E・ウッドとバリー・モースが担当。ロバート・E・ウッド監督、アンソニー・ウィン製作。完成版は、バリー・モースの死後、2010年7月16日に米国テキサス州で開催されたJourney to Where (Space: 1999 convention)にて最初に公開された。ファンはこの作品を「第50話」と呼んでいる。
映画の終わりに、バーグマンはムーンベース・アルファの一人ひとりに挨拶をし、印象的なセリフとウィンクを残して終了する。
「出会えたすべてのものに...（首を振り）...まだ見ぬ未来すべてに、乾杯！」

#### ポール・モロー
演：プレンティス・ハンコック／声：若本紀昭
メイン・ミッション・コントローラー。サンドラに好意を持つ。フルネームはポール・マイケル・モロー。
- 1970年10月29日、 イギリスのロンドンで生まれる。
- ムーンベース・アルファ配属は1999年4月6日（Second Tour of Duty）。ムーンベース・アルファの副指揮官であり、メイン・ミッション・コントローラーである（space1999.netより）。

経験豊富なイーグルのパイロットでもある。
趣味の一つはギター。情熱的な面も描かれている。
サンドラとはとても親しい関係で、第18話では結婚して2人の子供を設け、第12話ではキスしている。
第2シーズン内で、ポールの失踪についての説明はない。オフィシャルに認可された関連小説「The Forsaken」（by John Kenneth Muir. Published by Powys Books in January 2003）で、惑星ピクシデアのためにターニャと一緒にアルファを去った旨が書かれている。

#### デビッド・カノ
演：クリフトン・ジョーンズ／声：黒部鉄（屋良有作）
コンピュータの専門家であり、ムーンベース・アルファのコンピュータ運用の責任者。コンピューターに尋常ならざる親しみを示す。
- 1965年1月29日に、ジャマイカのキングストンで生まれる
- コンピュータの専門家である父親とともに過ごした数十年の経験が、彼の驚くほどの専門知識とコンピュータへの"親しみ"に影響する。
- コンピュータの記憶力や計算能力と人間の脳の思考能力を結びつける実験プログラムに参加する。繊維センサーの複合体が大脳皮質に埋め込まれ、他の3名の被験者は植物状態--遷延性意識障害となったが、カノは成功し、この“メカニカル・ブレイン”を高感度に維持するという実験結果を残す。
- 1999年5月1日、技術部門長に着任（Tenth Tour of Duty）。

イーグル・パイロットの一人。
必要な場合は、メイン・ミッション・コントローラーの椅子に就き、また指揮を執ることもある。
趣味の一つはチェス。自身でプログラムしたコンピュータの他、マシアス、コーニッグとも対局する。
時折、女性の声を持つムーンベース・アルファのメイン・コンピュータに、まるで生きている女性のように話しかけている姿が見られることがあるが、「人間と機械の間にある不自然なほどの愛情は、彼の生涯をかけた科学への献身（大脳皮質へのインプラント埋め込み）を背景にした、実は尊敬に値するものである」。
第1シーズンの1話目では、コンピュータの専門家の役割はベン・オーマだったが、以後登場しない。コーニッグ着任を歓迎するシーンがある。

#### ターニア・アレキサンダー
演：スザンヌ・ロークエット／声：三枝みち子→黄恵華
メイン・ミッションのスタッフ。席はポール・モローの隣。
キャストの「Aleksandr」表記はロシア語形式。アクセントはドイツ語。演じるスザンヌ・ロークエットはドイツ人。

#### ナレーション
声：井上真樹夫

### 第2シーズンのみ

#### トニー・ベルデッシ
演：トニー・アンホルト／声：森功至
保安部門を務める青年。コーニッグ不在時は、指揮を代行する。地球と宇宙を放浪する月のアルファ基地とでは時間の流れが違うため、月が軌道を外れて永遠の別れになってしまった兄グイドが地球にいる。

#### マヤ
演：カテリーネ・シェル／声：弥永和子
どんな姿にも変身出来るサイコン人。サイコン星の王女だったが、ムーンベース・アルファに乗り込み科学部門に配属される。トニーとは恋仲。

#### ヤスコ・ヌガミ
演：長積靖子／声：尾崎桂子

#### ビル・フレイザー
演：ジョン・ハッグ／声：安原義人

## 登場する主要なメカ

### イーグル
本来、地球・月面間のシャトルとして、人員・核廃棄物の輸送のために製造された。宇宙空間、月面、および惑星の大気圏内で活動できる。

#### 機体および運用など
出典：

##### 種別・製造
惑星間宇宙船のクラスの1つ。他のクラスに、ホーク戦闘機（Mark IX Hawk "Hawk Fighter"）、スウィフト支援船（Swift support vessels）、深宇宙探査機（Deep-space probes）などがある。
ILFC（International Lunar Finance Committee）によって承認を受け、地球および月で製造されたコンポーネントを使用し、ムーンベース・アルファのエンジニアリングと技術セクションにより製造される。

##### 保有数
ムーンベース・アルファのイーグル保有数は、第12話では28隻（墜落したイーグル1隻を含む）。最大保有数は第9話での29隻。数多くのイーグルが破壊されており、破壊されたイーグルの多くは回収、再整備されている計算になる。
公式データ
ゲイリー・アンダーソン公式Web＃イーグルの喪失数　第１シーズン
ゲイリー・アンダーソン公式Web＃イーグルの喪失数　第２シーズン

##### 機体
機体は完全にモジュール化しており、コマンド・モジュール、乗客ポッド、外殻構造体といった3つの基本セクションに分かれている。
- コマンド・モジュール

正副操縦士席とその後ろにエアロック・ドア、ドア前の床には緊急脱出ハッチがある。単体で救命ポッドとしても使用可能。
筐体上下左右にステアリング・ロケット計4基、後部に小型推進ロケット2基がある。
先端部に2つのミサイル発射口、下部にレーザー・ガンも装備している。
- 乗客ポッド

通常使用する乗客ポッドの他、目的に合わせてポッドを換装可能。
乗客ポッド内の座席、モニター、コンピュータのレイアウトもカスタマイズ可能であり、左右に座席を設けて座席数を8席にしたもの、右側にコンピュータを配置して座席数を4席にしたもの、カラーモニターを右または左側に配置、または小型白黒モニター3台配置など、いくつものバリエーションがある。また、コンピュータのパネル・レイアウトもカスタマイズ可能。
- 外殻構造体

前部通路（収納エリア）、後部通路（トイレ・洗面台、リアクター・アクセス・ドア）、着陸装置、メイン燃料タンク、ブースター、および上部トラス。
- 備考

乗客ポッド後部のエアロック・ドアが排除され、外殻構造体の後部通路部分が格納室になり、乗客ポッドが外殻構造体と一体化したタイプの描写もある。
分離したコマンド・モジュール単体で、ロケット噴射なしに後方への移動を行う描写がある。

##### 推進力・航続距離
推進のために4つの核融合ロケットを搭載し、48時間の航行を可能とする燃料を積載している。イーグルに実装されている人工重力場により、光速の最大15%まで加速することができ、追加燃料を積載することで最大航続距離を数光日にまで延長可能。
通常重力の惑星であれば、大気圏への進入、着陸（化学燃料着陸ロケットを使用）、離陸、重力圏からの脱出、およびアルファへの帰還が可能。

##### 保護シールド
船体および乗員保護のために各種シールドが実装されている。反重力スクリーン、放射線スクリーン、窓のグレアシールド、熱シールド。

##### 兵装
軍用宇宙船としては設計されていないが、以下を標準装備として兵装している。
- レーザー・ガン

コマンド・モジュール下部ステアリング・ロケットの手前、または船体前方下部から発射される描写がある。キース・ヤングによるブルー・プリントには、コマンド・モジュール下部にレーザー・ガンが搭載されている。
レーザーの色味には、ライト・ブルー、オレンジ、グリーンといったバリエーションがある。
- 対宇宙空間ミサイル

コマンド・モジュールの先端に装備されている。
- 格納式レーザー・タレット

第2シーズンからの追加兵装として、イーグル上部に格納されている。

##### 操縦
通常はコマンド・モジュール内の操縦席に正副2名の操縦士（右側が副操縦士席）で運用するが、一人でも操縦可能となっており、センサー・ガイダンス、天体航法、および分析のため、イーグル・オンボードとムーンベース・アルファの両方のコンピュータ・システムを使用する。
乗員なしでの運用や正副両方の操縦士が操縦不能な状態になるなどの緊急時には、ムーンベース・アルファのスレーブ・ステーションからイーグルを遠隔操作可能。

##### 整備環境
4つの主要な発射台の真下にある巨大な格納庫複合施設で整備され、24時間体制で、12隻のトランスポーター・イーグル、26隻の偵察用・貨物輸送用イーグル、および2隻のレスキュー・イーグルに対応している。また、隔離した場所にある研究ステーションには追加の発射台がある。

##### 記章・機番
地球と月を模したムーンベース・アルファの記章がコマンド・モジュールおよび乗客ポッド側面に記されている。記章が記されていない機体もある。
イーグルには番号が振られており（イーグル1、イーグル2など）、12より大きい番号は、桁毎に分けた呼称となる（12は"twelve"だが、14は"fourteen"ではなく"one four"、28は"twenty-eight"ではなく"two eight"）。ただし、日本語吹替版では"にじゅうはち"などと発音しており、この呼称付けは反映されていない。コマンド・モジュールと乗客ポッドのドア表記の番号とは一致しない場合があるが、英語版の正式な順番で第7話以降は概ね整合性がとられている。

#### 多目的対応
出典：
乗客ポッドの換装、特殊モジュールの取付などを行い、多様な目的に対応可能。

##### 人員輸送
標準の乗客ポッドを装備したトランスポーター・イーグルは、通常、正副操縦士に加えて8名の乗客を収容可能。緊急事態（エクソダス計画や全員の避難など）では、最大12名の乗客と追加の水、および長期居住のための備品類を収容可能。トランスポーターは、月面、月軌道、および短距離の星間空間でのミッションに使用される。また、敵対的要素および戦闘が想定されず、特別な実験ラボや機器が不要である場合の定期的な惑星着陸にも使用される。
側面がオレンジ色に配色されたVIP用の乗客ポッドもあり、第一話でコミッショナーのシモンズが搭乗した。

##### 偵察
偵察ポッドの外観はトランスポーター・ポッドと同様だが、探索任務のための多様な種類の観測・計測装置が装備されている。偵察ポッドには、ムーンベース・アルファのメイン・コンピュータへのアクセスおよび単独動作も可能なコンピューターが搭載されている。

##### レスキュー
レスキュー・イーグルの乗客ポッド（救助モジュール）は、外部表面に識別のための赤い縞模様が施されており、医療関係者が常駐する内部には、可動式ベッド、患者モニター・ユニット、および手術用の設備が備わっている。惑星または深宇宙での疾病および怪我の現場診断および治療に適合している。

##### 貨物輸送
惑星表面の探査チームへの物資や機器の輸送、およびムーンベース・アルファの環境および再処理システム関連の物資輸送に使用される。また燃料輸送機として他のイーグルに燃料補給を行うためにも使用可能。
標準の乗客ポッドでの構成以外に、専用ポッドおよび特殊モジュールのバリエーションがある。
- パレット・ポッド

核廃棄物キャニスターなどの輸送に使用。
- ウインチ付き貨物ポッド

核廃棄物キャニスターの分散移送や墜落したイーグルのコマンドモジュールの回収などに使用。
- 垂直グラブ・モジュール

核爆弾の移送に使用。標準乗客ポッド付きのイーグルでも、乗客ポッドを外したイーグルでも取り付け可能。
- 水平グラブ・モジュール

脚ユニット上部に固定して使用。宇宙漂流物の回収や他のイーグルへの燃料補給に使用。

##### ラボラトリー
惑星調査チームの活動拠点として、数週間分の食料と水を積載、空気のリサイクルを行う。また、リモート・ラボラトリーとしても機能し、鉱物資源の分析・精製が可能。
推力補助として左右各々に垂直推力ロケット1基と姿勢制御用反動スラスターが2基付いている。
構造としては乗客ポッドと一体型で、ポッド左右の乗降扉を覆うようにして取り付けられる。格納庫では乗客ポッドから外した単体の状態でも保管されている。
各話のEDにも登場する（緑色の光を受けた映像）。

##### 拡張ブースター
イーグルの航続距離やパワーを増加せさる。
- 上部固定型[53]

トラス上部に固定する。ラボラトリー・ポッドを推力補助として併用可能。
- 側面固定型[54]

乗客ポッド側面に、前後2基ずつ計4基を固定する。

##### ドッキング・チューブ
一部のイーグルには、他のイーグルや宇宙船とドッキングするためのチューブが装備されている。

#### 補足
その造形は特殊効果監督のブライアン・ジョンソンにより手掛けられ、ブライアンは次のようにコメントしている。
「イーグルはある種のバッタの形に基づいており、当初はかなり短かいスタイルだったが、長く変更したものを撮影に使用した」
「私は常に、可能な限り信憑性のあるものを作ろうとしている」
「宇宙船などを昆虫のようなものにすれば、その半分はすでに達成できていると思う。コンコルドを例に挙げてみても、それが私たちの技術の歩んでいる道であるように思える」
実はスター・ウォーズシリーズに登場するミレニアム・ファルコンの最初期のデザイン案が、イーグルそっくりだったため、ジョージ・ルーカスがNGを出し、現行のデザインに改められたという。

### ムーン・バギー
ムーンベース・アルファの汎用陸上輸送車。大気圏と真空の両方で動作可能で、長距離移動や、イーグルではアクセスできない場所への移動に使用される。
シャーシは6輪車。電気駆動で最高速度 24km/h。左右2つのレバーでコントロールする。
エアロックやイーグルの貨物倉に配備される。
実物大のムーンバギーの撮影車両は、水陸両用車アンフィキャットを改造したもの。特殊効果撮影では、ミニチュア宇宙飛行士を乗せた多くのスケールモデルも使用された。オリジナルの撮影車両は、イングランド北部のカンブリア州ケズウィックにあるカーズ・オブ・ザ・スターズ自動車博物館に所蔵されている。

## その他のハードウエア

### スタンガン
出典：
保安部員の標準装備であり、イーグル内のラックにも保管されている。
電源は、ビクター・バーグマン教授が設計したバーグマン・セル。約2時間の連続発射が可能で、取り外して交換することもできる。
合計4つのマルチ・バレル構造になっている。
バレル1
通常用途に使用され、最上部に配置されている。殺傷効果の違いにより以下の2種類のモデルがある。
〈モデル1〉
麻痺効果のみに制限されている。許可を受けたスタッフが携行し、発射対象の中枢神経系に影響を与え、心拍や呼吸を鈍らせて失神させる。継続的に使用した場合は、対象者を心停止や死に至らせる。
〈モデル2〉
麻痺と殺傷の効果セレクターがあり、殺傷に設定すると、防護服を貫通して大規模な内部損傷を引き起こす短時間チャージを発射する。保安部員および探索メンバーだけが携行を許可されている。
バレル2
プラスチックや鉄板の切断および溶接に適したミクロン厚の「トーチ」ビームを発射する。
バレル3
岩や金属の壁を貫通するためのより強力なビームを発射する。
バレル4
近距離で金属、コンクリート、または石材を分解する広焦点ビームを発射する。バレル4を使用する場合は、防護服を着用する必要がある。
バレル2から4の3つの補助バレルは、トリガーを引いている間、連続的なレーザービームを発生させる。個人への使用や圧力隔壁の近くでの使用は、いかなる状況下でも禁止されている。
特別な改造がなければ、すべてのバレルを同時に発射することはできない。
不正使用や禁止区域への持ち込みを防止するため、スタンガンには個別認識コードのスキャン・ストリップがつけられている。
ドア上部に設置された検出装置は、登録情報を参照し、銃と所有者の現状のステータスを比較し、不一致を検出した場合は武器セクションでアラームを作動させる。

### コムロック
出典：
携帯型の多機能センサー/コンピューター/トランシーバーで、ムーンベース・アルファや地球外宇宙センターで使用するために設計された。
セキュリティキー（機密エリアやコマンドエリアなどの制限区画へのアクセス）、トランスポンダ（位置特定）、音声および動画の通信ユニット、プログラム可能なコンピュータとして機能する。
コムロックの「キー・トーン」は、すべてのメンバーに個別に設定されており、所有者は、階級、職務、セキュリティ・クリアランスに応じて適切なエリアに入ることができる。
多くの場合、担当任務のステーション、居住区、衛生施設、レクリエーション・エリア、ダイニング・センターなどに限定されるが、司令部と保安部メンバーのコムロックは無制限にアクセスできる。
ただし、ムーンベース・アルファ指揮官および保安部長の指示により、すべてのコムロックのアクセス権限を変更可能。
キーボードまたは音声でのプログラミングに対応。加えて、20の標準機能を持つ（一度に使用できるのは最大4つまで。ただし、デスクトップ・レシーバーに置いてメイン・コンピュータと直接接続した場合を除く）。
以下の各モードを選択可能。
通信モード
範囲内にある他のコムロック、通信ポストおよびインターコミュニケーション・ユニットをキーボードで指定可能。
計算モード
対数計算、キーボードによる操作と画面表示。
コンピュータモード
メイン・コンピューター・バンクのリモートターミナルとして機能し、ユーザーは検索、プログラムの実行と保存、ライブラリからの情報取得およびデータ送信が可能。
コムロックは、修理中を除いて常に動作し、緊急通報にも対応する。
プライバシー設定を有効にすると、すべての定例および個人呼び出しを抑止する。
指揮官用コムロックのみの専用設定で、受信をセキュリティ通信と公式発表に制限可能。

## サブタイトルリスト

### 第1シーズン
日本ではTBSで、1977年4月3日から9月25日まで放映された（毎週日曜日16:30〜17:25の枠）。初回放映時、主題歌は荒木一郎作詞・作曲の「スペース1999のテーマ」となり、オープニングはインストゥルメンタル、エンディングは上条恒彦の歌唱に置き換えられている。上条恒彦歌唱版が同名のEP盤レコードで発売されたほか、荒木本人の歌唱によるものが「ムーンベースアルファのテーマ」の名でLPアルバム『口紅色の夜想曲（ノクターン）』に所収されている。
| 英 話 数 | 英語サブタイトル           | 日 話 数 | 日本語サブタイトル         |
| -------- | -------------------------- | -------- | -------------------------- |
| 1        | BREAKAWAY                  | 1        | 人類の危機!宇宙基地大爆発  |
| 5        | EARTHBOUND                 | 2        | もう地球へ帰れない!        |
| 17       | WAR GAMES                  | 3        | 宇宙船団大戦争             |
| 3        | BLACK SUN                  | 4        | 黒い太陽ブラック・ホール   |
| 10       | ALPHA CHILD                | 5        | 怪奇!宇宙の子供誕生        |
| 9        | FORCE OF LIFE              | 6        | 宇宙冷凍人間の正体         |
| 22       | MISSION OF THE DARIANS     | 7        | 巨大宇宙都市出現!          |
| 8        | GUARDIAN OF PIRI           | 8        | 宇宙天国の誘惑             |
| 13       | COLLISION COURSE           | 9        | 月が巨大惑星と衝突!?       |
| 15       | THE FULL CIRCLE            | 10       | 宇宙洞窟原始人の襲来       |
| 21       | THE INFERNAL MACHINE       | 11       | 宇宙の悪魔・地獄のマシーン |
| 11       | THE LAST SUNSET            | 12       | 赤い太陽、最後の日没       |
| 12       | VOYAGER'S RETURN           | 13       | 宇宙の破壊者、核爆弾船     |
| 2        | MATTER OF LIFE AND DEATH   | 14       | 宇宙によみがえった死者     |
| 4        | RING AROUND THE MOON       | 15       | 宇宙コンピュータの反逆     |
| 18       | THE LAST ENEMY             | 16       | 宇宙戦艦ミサイル発射!      |
| 23       | DRAGON'S DOMAIN            | 17       | 宇宙墓場の怪獣現わる!      |
| 6        | ANOTHER TIME,ANOTHER PLACE | 18       | 月が二つに分かれる時       |
| 7        | MISSING LINK               | 19       | 宇宙動物園の人間実験       |
| 20       | SPACE BRAIN                | 20       | 巨大な宇宙脳の攻撃         |
| 14       | DEATH'S OTHER DOMINION     | 21       | 永遠の生命の怪             |
| 19       | THE TROUBLED SPIRIT        | 22       | 宇宙悪霊の呪い             |
| 16       | END OF ETERNITY            | 23       | 宇宙の細胞再生人間         |
| 24       | THE TESTAMENT OF ARKADIA   | 24       | 神よ!宇宙に新しい平和を    |

### 第2シーズン
日本では、TBSでは放映されず、在京キー局よりも地方局の方が先行して放映した。テレビ朝日で第1シーズンを再放送した後、続けて第2シーズンを1981年4月10日から6月19日まで『宇宙大冒険スペース1999』の邦題で新規放映した（毎週月〜木16:00〜16:54の枠）。
| 英 話 数 | 英語サブタイトル             | 日 話 数 | 日本語サブタイトル              |
| -------- | ---------------------------- | -------- | ------------------------------- |
| 1        | THE METAMORPH                | 25       | 脱出!変身惑星サイコン           |
| 2        | THE EXILES                   | 26       | 惑星ゴロスの反逆者              |
| 3        | ONE MOMENT OF HUMANITY       | 27       | 宇宙アンドロイドの誘惑          |
| 4        | ALL THAT GLISTERS            | 28       | 怪奇!宇宙の変色殺人岩           |
| 5        | JOURNEY TO WHERE             | 29       | タイムトラベル あこがれの地球へ |
| 6        | THE TAYBOR                   | 30       | 超宇宙からの来訪者              |
| 7        | THE MARK OF ARCHANON         | 31       | 惑星アーカノンの掟              |
| 8        | THE RULES OF LUTON           | 32       | 植物惑星ルートンの恐怖          |
| 9        | BRAIN THE BRAIN              | 33       | 殺人コンピュータの陰謀          |
| 10       | NEW ADAM,NEW EVE             | 34       | 偽りのユートピア                |
| 11       | THE A B CHRYSALIS            | 36       | 宇宙の稲妻!衝撃波               |
| 12       | CATACOMBS OF THE MOON        | 35       | SOS!月は地獄だ!                 |
| 13       | SEED OF DESTRUCTION          | 37       | カルトン惑星破壊の種子          |
| 14       | THE BETA CLOUD               | 38       | 生命維持システムを救え!         |
| 15       | A MATTER OF BALANCE          | 40       | アンチ・ワールドからの侵略者    |
| 16       | SPACE WARP                   | 39       | 四次元空間の恐怖                |
| 17       | THE BRINGERS OF WONDER PART1 |          | 親愛なる訪問者たち 前編         |
| 18       | THE BRINGERS OF WONDER PART2 |          | 親愛なる訪問者たち 後編         |
| 19       | THE LAMBDA FACTOR            | 41       | ラムダ変形超能力殺人事件        |
| 20       | THE SEANCE SPECTRE           | 42       | 月よ動け!郷愁の惑星トーラ       |
| 21       | DORZAK                       | 43       | 招かざる客ドルザック            |
| 22       | DEVIL'S PLANET               | 44       | 植民地衛星エントラの悪夢        |
| 23       | THE IMMUNITY SYNDROME        | 45       | 謎の宇宙知性体                  |
| 24       | THE DORCONS                  | 46       | マヤよ!永遠にアルファに…        |

第17・18話『The Bringers of Wonder』（直訳すれば「驚異を運びくる者たち」）はヨーロッパなどでは編集され劇場公開された。日本でも『スペース2100:DESTINATION MOON BASE ALPHA』のタイトルでビデオテープが販売された。Destination Moon-base ALPHA は「目的地ムーンベース・アルファ」の意味。日本では長らく未放送だった第17・18話は、日本での放送開始40周年の2017年6月にスーパー！ドラマTVにて放送された。

## 映像ソフト

### ビデオソフト・レーザーディスク
イギリス本国で、各2話を1本の長編に再編集した「スーパー・スペース・シアター版」が3本製作され、日本でもバンダイの「エモーション」レーベルよりビデオソフトおよびレーザーディスクが発売された（英語音声の日本語字幕スーパー版のみ）。
これらは再編集の際に“SPACE: 1999”の題名は画面からカットされ、例えば第1巻は“ALIEN ATTACK”など、各話に独立した題名が付けられている。テーマ曲もテレビシリーズのテーマ曲とは違う新たな音楽に差し替えられ、さらに第1巻には、テレビシリーズ本編に無かった地球の「ムーン・コミッション」の会議の場面が数箇所、新たに撮影・挿入されている。また、時代設定も1999年から2000年代に変更されている。

### DVD
- 2001年4月3日、パイオニアLDCより第1シーズンの日本盤DVD-BOXが発売された。初回生産限定盤。
- 2001年5月25日、パイオニアLDCより第2シーズンの日本盤DVD-BOXが発売された。初回生産限定盤。
- 2006年1月27日、東北新社より第1シーズンのデジタル・ニューマスター版の日本盤DVD-BOX「コレクターズボックス」が発売された。

### BD
- 2010年11月1日、イギリス本国はNetwork DVDより第1シーズンのリマスター版BD-BOXが発売された。

## 音楽ソフト

### レコード

#### シングル盤
- 1976年、アメリカのRCAレコーズより、第1シーズンのテーマ曲と劇中曲“Black Sun”を収録したレコードが発売された（品番JB-10627、プロモ盤）。
- 1977年、日本のディスコメイトより、上條恒彦の歌う日本版エンディング主題歌「スペース1999のテーマ」とそのインストゥルメンタル曲を収録したレコードが発売された。どちらもレコード用の録音で、テレビ放映時に実際に使用された歌・演奏とは編曲やテンポが若干異なっている（品番DSK-112）。

#### LP盤
- 1976年、アメリカおよびスペインのRCAレコーズより、第1シーズンのオリジナル・サウンドトラック盤LPレコードが発売された（品番各ABL1-1422）。
- 2021年8月、イギリスのシルヴァ・スクリーン・レコーズ（Silva Screen Records）より、第1・2シーズンのオリジナル・サウンドトラック盤LPレコードがそれぞれ発売された（それぞれ2枚組）。

### カセットテープ
- 1976年、アメリカのRCAレコーズより、第1シーズンのオリジナル・サウンドトラックのカセットテープが発売された（品番ABK1-1422）。

### CD
- 1998年、イギリスのゾンバ・プロダクション・ミュージックより、第1シーズンのオリジナル・サウンドトラック盤CDが発売された（2枚組3,000セット限定盤、品番FANSF7、ジェリー＆シルヴィア・アンダーソン公式ファンクラブ「ファンダーソン」会員のみ購入可能商品）。
- 2000年、イギリスのゾンバ・プロダクション・ミュージックより、第2シーズンのオリジナル・サウンドトラック盤CDが発売された（2枚組3,000セット限定盤、品番FANSF8、ジェリー＆シルヴィア・アンダーソン公式ファンクラブ「ファンダーソン」会員のみ購入可能商品）。
- 2000年、イギリスで、第2シーズンのオリジナル・サウンドトラック盤CDが発売された（プロモ盤、品番DWCD1）。
- 2004年9月、イギリスのシルヴァ・スクリーン・レコーズ（Silva Screen Records）より、第1シーズンのオリジナル・サウンドトラック盤CDが発売された（品番FILMCD 608）。
- 2004年、アメリカのシルヴァ・スクリーン・ミュージック・アメリカより、第1シーズンのオリジナル・サウンドトラック盤CDが発売された（品番SILCD 1157）。
- 2004年12月4日、日本のランブリング・レコーズより、第1シーズンのオリジナル・サウンドトラック盤CD（日本盤）が発売された。収録曲はシルヴァ・スクリーン盤と同一で、ブックレットやケース裏側のデザインや解説は異なる（品番RBCS-1085）。
- 2009年10月5日、イギリスのシルヴァ・スクリーン・レコーズより、第2シーズンのオリジナル・サウンドトラック盤CDが発売された（品番SILCD1223）。
- 2014年、第1シーズンのオリジナル・サウンドトラック盤CDが発売された（3枚組限定盤、品番FANSP18、ジェリー＆シルヴィア・アンダーソン公式ファンクラブ「ファンダーソン」会員のみ購入可能商品）。
- 2016年、第2シーズンのオリジナル・サウンドトラック盤CDが発売された（4枚組限定盤、品番FANSP21、ジェリー＆シルヴィア・アンダーソン公式ファンクラブ「ファンダーソン」会員のみ購入可能商品）。
- 2016年、イタリアで再編集された『Spazio: 1999』で使われたエンニオ・モリコーネの音楽のオリジナル・サウンドトラック盤CDが発売された（品番PTM004）。
- 2021年8月、イギリスのシルヴァ・スクリーン・レコーズ（Silva Screen Records）より、第1・2シーズンのオリジナル・サウンドトラック盤CDが発売された（2枚組、品番SILED1642）。
- 2023年12月、スーパー・スペース・シアター版エピソード「宇宙船団の奇襲」のオリジナル・サウンドトラック盤CDが発売された（1枚組限定盤、品番FANSST26、ジェリー＆シルヴィア・アンダーソン公式ファンクラブ「ファンダーソン」会員のみ購入可能商品）。
- 2024年9月、スーパー・スペース・シアター版エピソード「スペース2100」のオリジナル・サウンドトラック盤CDが発売された（1枚組限定盤、品番FANSST27、ジェリー＆シルヴィア・アンダーソン公式ファンクラブ「ファンダーソン」会員のみ購入可能商品）。

## 書籍・雑誌

### 小説
三笠書房の新書版「ミカサ・ノベルズ」シリーズより下記3冊の邦訳小説(第２シーズン)が出版された。
- 『スペース・1999〈1〉恐怖の惑星脱出!』（1977年5月発刊）
- 『スペース・1999〈2〉狂った宇宙!』（1977年5月発刊）
- 『スペース・1999〈3〉死の標的!』（1977年7月発刊）

### ムック本
- 1981年、徳間書店より『SuperVisual Town Mook増刊 スペース1999』が出版された。

## 模型・玩具
- 放映当時、日本では今井科学(株)(イマイ)より、イーグル1のプラモデルが発売されていた。その他アメリカのマテルなど、各社からイーグルのプラモデルなどが発売されていた。
- 近年でも、日本の食玩や、アオシマの「新世紀合金」シリーズでイーグルなどのリアルな模型が各種販売されている。

## 食品
- イギリスで、放映当時に本作品の題名やイラストをあしらったアイスキャンディーが発売された。アイス自体は日本での発売は無かったが、第1シーズンのデジタル・ニューマスター版DVD-BOXには、当時のイギリスのテレビCMが収録されている。

### 注
1. ↑  生年月日は出典によって異なる。1957年3月17日はMoonbase Alpha Technical Notebookによるもの。Season 1のライターズガイドおよびITC広報では1959年生まれ。Season 2のライターズガイドでは1964年生まれ。
2. ↑  出典によって異なる。1960年8月5日はMoonbase Alpha Technical Notebookによるもの。Season 1のライターズガイドおよびITC広報では1965年生まれ。Season 2のライターズガイドでは1971年生まれ。
3. ↑  出生地が出典によって異なる。Moonbase Alpha Technical Notebookではジャマイカのキングストン。
4. ↑  生年月日は出典によって異なる。1965年1月29日はMoonbase Alpha Technical Notebookによるもの。space1999.netでは1967年生まれ。
5. ↑  出典により表記が異なる。「International Lunar Finance Committee」はThe Epic Structure of Space 1999などにも記載されている。Moonbase Alpha Technical Notebookや一部のファン・サイトでの表記は「International Lunar Finance Commission」
6. ↑  ゲイリー・アンダーソン公式Web動画では「the World Space Commission(WSC)は、老朽化した移送モジュールの代替として1988年1月27日にイーグルの製造を指示、1992年6月2日にイーグルが正式に就航した」とされている。ILFCはWSCに包含されているものの、宇宙関連の資金はILFCにより運営・掌握されている。ムーンベース・アルファ建設の承認はILFC。